# 수주크

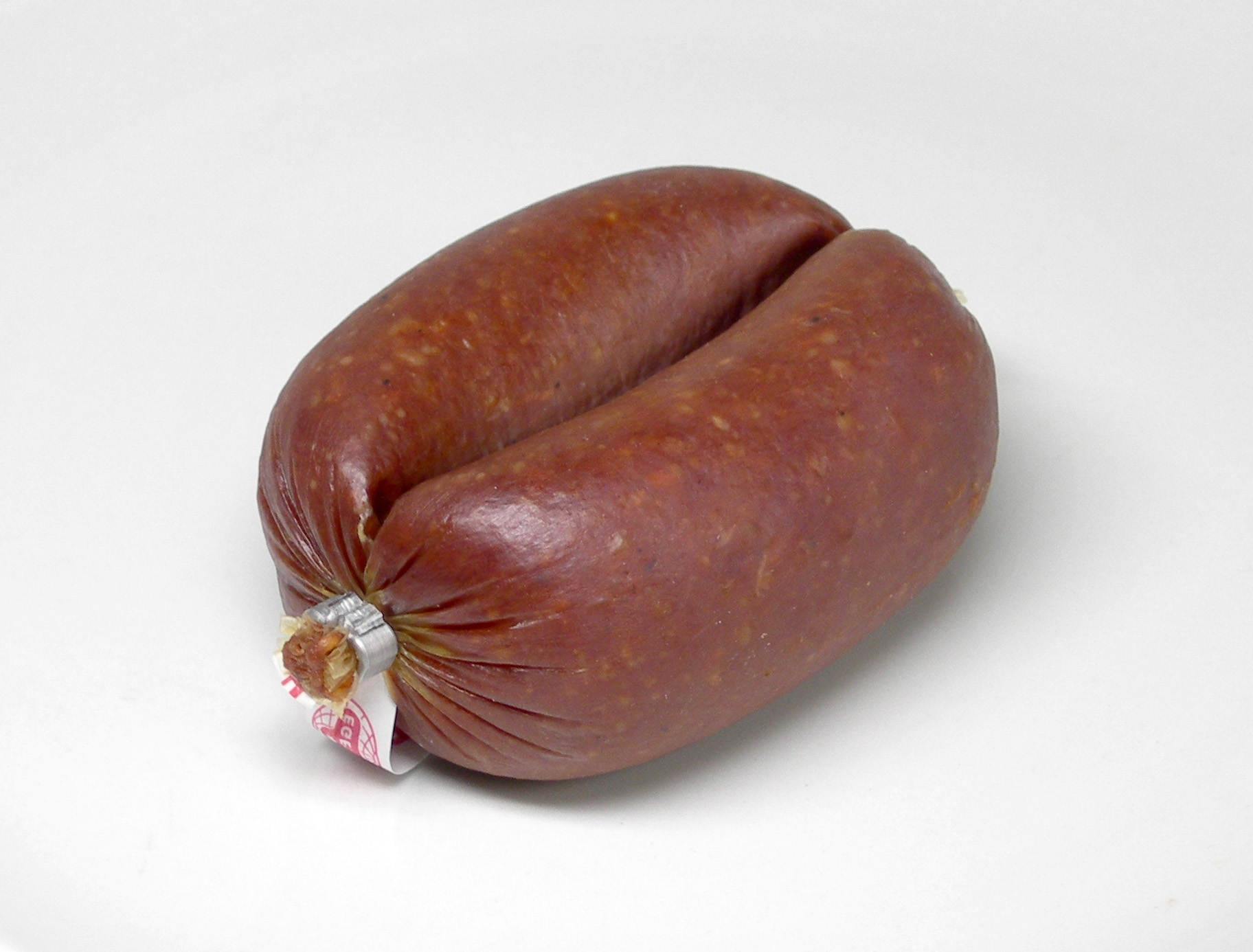
수주크

수주크는 발칸 반도에서 중동 및 중앙 아시아에 이르기까지 먹는 건조하고 매운 소시지이다.

## 성분
수주크는 호로파, 쿠민, 옻, 마늘, 소금 및 고추 등 다양한 향신료가 들어간 다진 고기로 구성되며, 소시지 상자에 넣어 몇 주 동안 말린다. 그것은 매우 짜고 지방 함량이 많다.

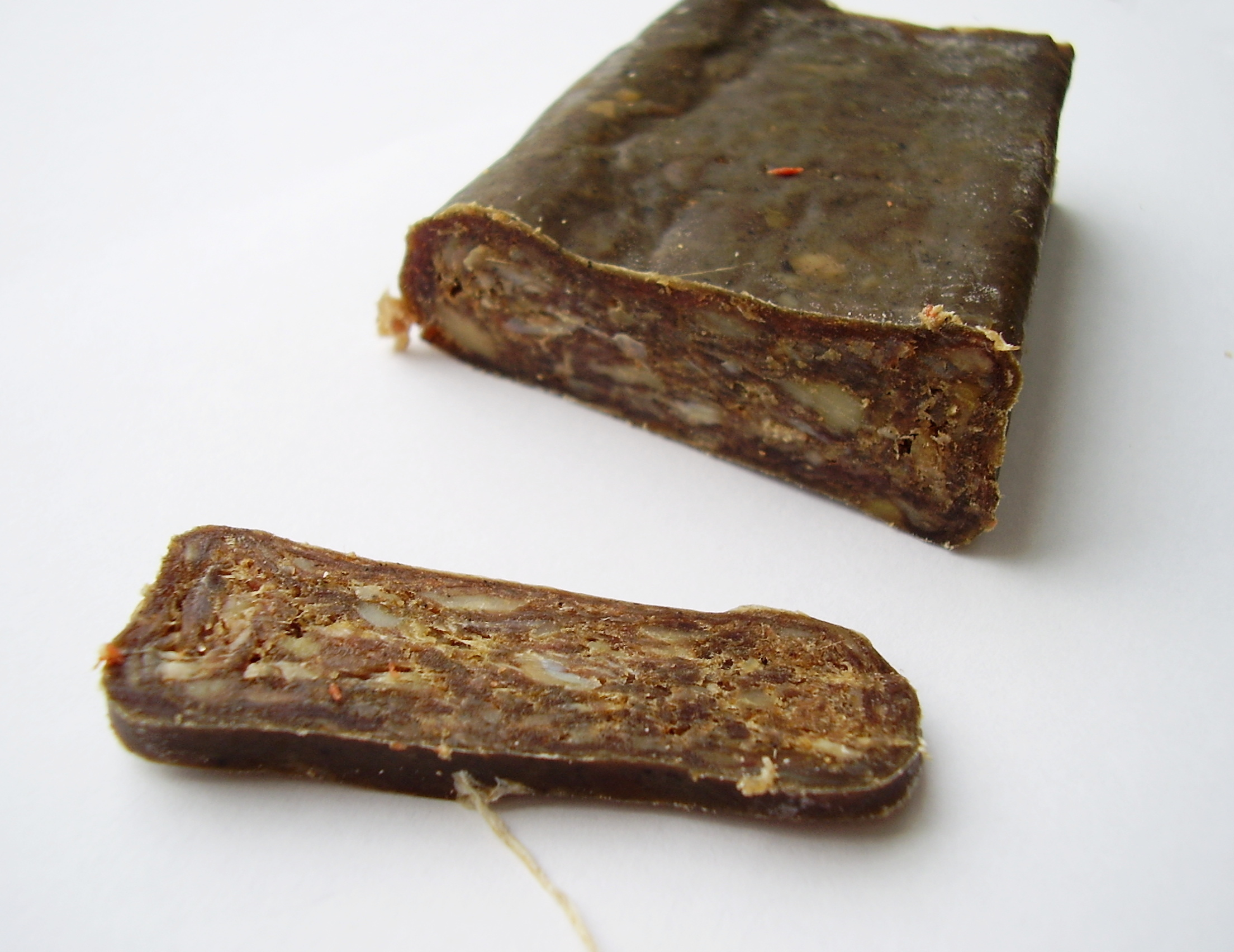
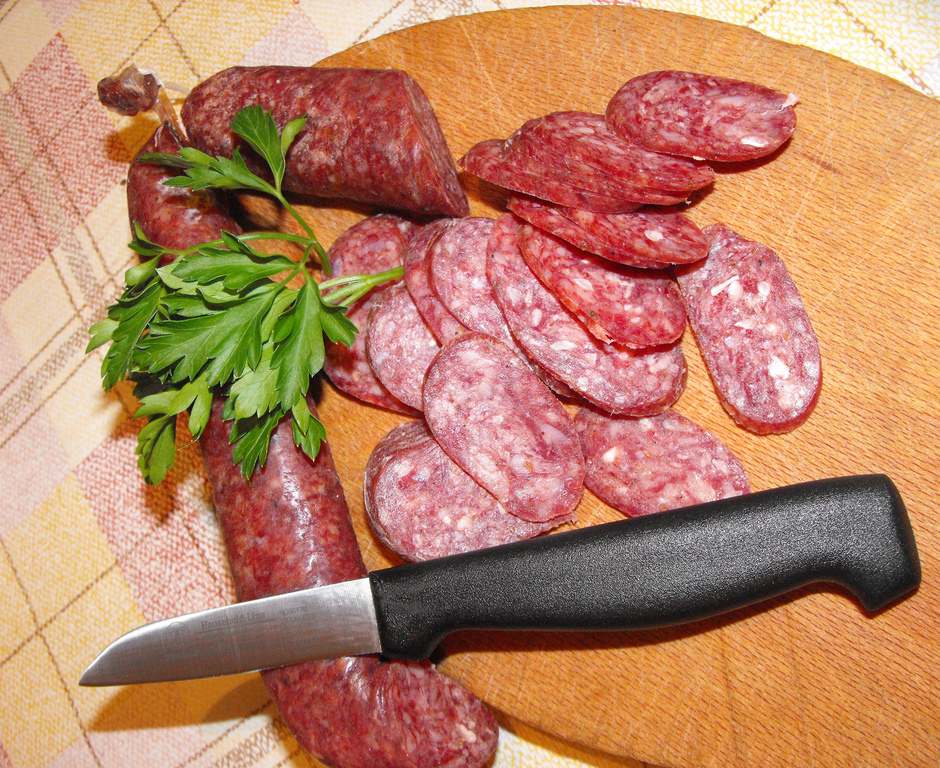
수주크
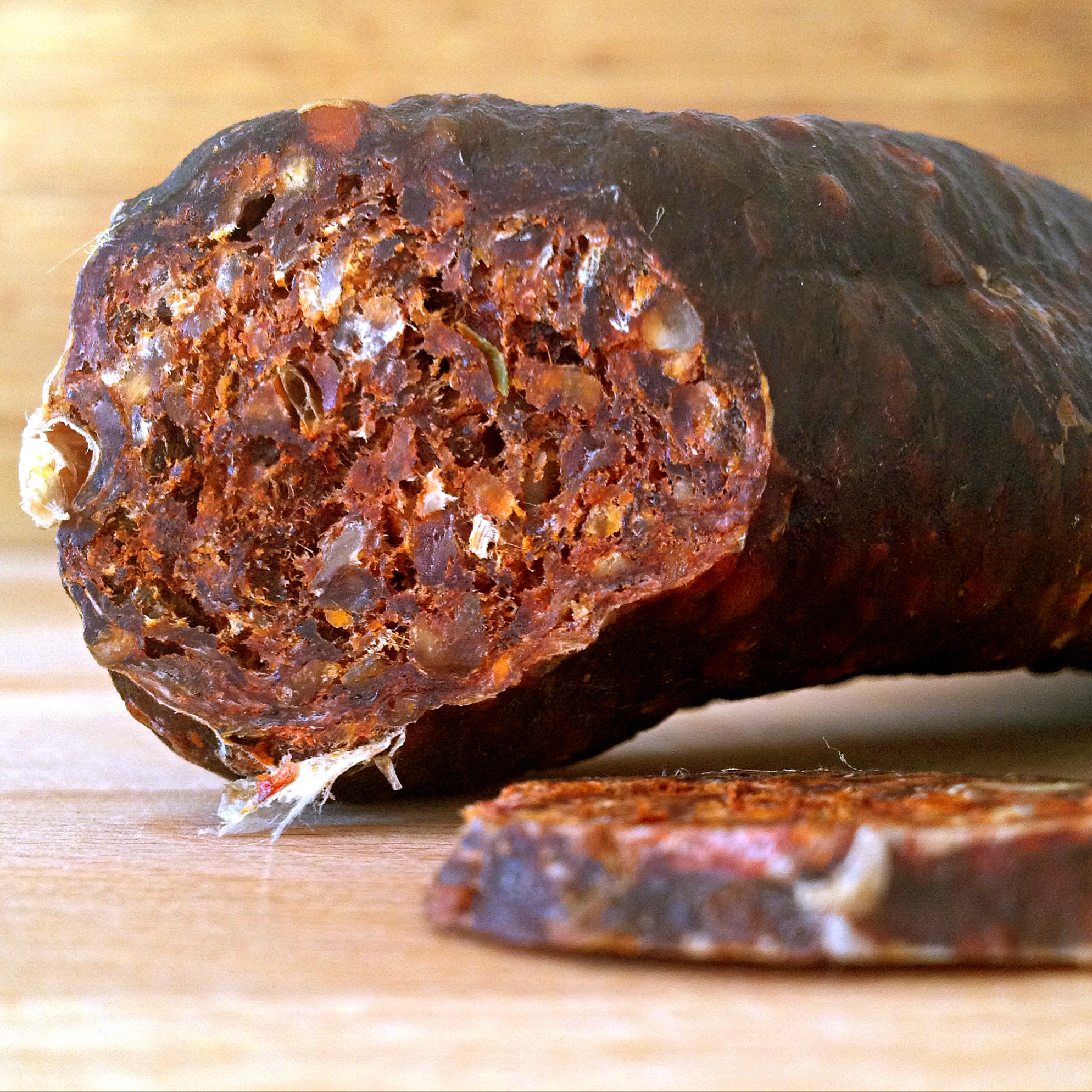

## 같이 보기
- 카즈
- 루칸카